# Listy
Die tschechisch- bzw. auch slowakischsprachige Zeitschrift Listy (deutsch: Blätter), die in Rom von Jiří Pelikán herausgegeben wurde, gehörte (zusammen mit den Zeitschriften Svědectví und Informační materiály) zu den bedeutendsten oppositionellen Zeitschriften des tschechoslowakischen Exils nach 1968. „Listy“ nannte sich auch die Redaktions- und lose Oppositionsgruppe im Umfeld der Zeitschrift.

## Geschichte
Nach der Niederwerfung des Prager Frühlings setzte eine große Emigrationswelle ein, die auch zahlreiche politisch interessierte Aktivisten erfasste. Bei vielen spielte die Idee, die Ideale des Prager Frühlings im Ausland fortzusetzen, eine große Rolle. Jiří Pelikán, der 1968 Direktor des tschechoslowakischen Fernsehens war und sich maßgeblich am Reformprozess beteiligte, knüpfte in der Emigration schnell Kontakte und begann im Januar 1971 in Rom mit der Herausgabe der Listy. Der Name spielte auf die inzwischen verbotene kulturpolitische Zeitschrift Listy, früher Literární noviny, in Prag an.
Die Zeitschrift veröffentlichte Beiträge von Václav Havel, Ludvík Vaculík, Josef Škvorecký, Petr Pithart und weiteren Autoren und war eines der bedeutendsten tschechischen Exilblätter, die auch nach 1989 weiter erschienen.
Neben dem symbolischen Bekenntnis aus dem Exil zu der in der Heimat verbotenen Zeitschrift konnte Pelikan für die Mitarbeit zahlreiche frühere Mitarbeiter der Prager Redaktion gewinnen. Zu den Redaktionsmitgliedern gehörten u. a. Zdeněk Hejzlar, Milan Horáček, Karel Kaplan, Jiří Kosta, Karel Kyncl, Antonín Jaroslav Liehm, Artur London, Zdeněk Mlynář, Adolf Müller, Josef Pokštefl, Michal Reiman, Ota Šik sowie Vladimír Tosek, der die Zeitschrift redigierte. Die schwierige finanzielle Lage wurde durch eine Unterstützung der italienischen Sozialisten von Bettino Craxi teilweise erleichtert. Nach dem Zusammenbruch des kommunistischen Regimes in der Tschechoslowakei 1989 übersiedelte die Redaktion nach Prag. Heute erscheint sie in Olomouc.